# آنا لوسيا كورتيز
آنا لوسيا كورتيز هي شخصية خيالية في المسلسل التلفزيوني لوست الذي يعرض على قناة ABC، وتلعب دورها الممثلة ميشيل رودريغيز. ظهرت آنا لوسيا لأول مرة كضيفة شرف في الحلقة الأخيرة من الموسم الأول، ثم أصبحت جزءًا من طاقم الممثلين الرئيسي في الموسم الثاني. بعد انقسام رحلة أوشيانيك 815 في منتصف الجو، يتحطم قسم الذيل (القسم الخلفي) وجسم الطائرة على جانبي جزيرة غامضة. تصبح آنا لوسيا قائدة مجموعة الناجين من قسم الذيل. تُظهر الفلاشباك في الحلقتين المركزيّتين عنها، "تصادم" و "إثنان للطريق"، حياتها كضابطة شرطة قبل التحطم. يُطلاق عليها النار مايكل داوسن ويقتلها.

## قصة الشخصية
قبل تحطم الطائرة، كانت آنا لوسيا كورتيز ضابطة في قسم شرطة لوس أنجلوس، وحملت لكنها فقدت الطفل بعد أن أطلق عليها النار من قبل مشتبه به أثناء مشهد سرقة. قضت عدة أشهر في علاج نفسي وجسدي، وعندما تم القبض على المشتبه به، رفضت التعرف عليه. بعد إطلاق سراحه، قتلته خارج حانة. قررت آنا لوسيا ترك العمل في الشرطة، وفي النهاية وجدت عملًا كحارسة أمن في المطار. التقت بكريستيان شيبارد (جون تيري) في حانة المطار، الذي طلب منها مرافقته إلى سيدني كحارسة شخصية، لكنهما افترقا في سيدني. اشترت آنا لوسيا تذكرة على رحلة أوشيانيك 815 للعودة إلى لوس أنجلوس. في فلاشباك قصيرة في الحلقة الأخيرة من الموسم الأول، كانت تغازل جاك شيبارد (ماثيو فوكس) في حانة بالمطار، دون أن تعرف أنه ابن كريستيان. اتفق الاثنان على مواصلة حديثهما أثناء الرحلة. أثناء الرحلة، انقسمت الطائرة إلى نصفين، وسقط الجزءان على جانبي جزيرة غامضة؛ كانت آنا لوسيا واحدة من الناجين من قسم الذيل.
تُظهر حلقة "الـ 48 يوما الأخرى" قصة تعامل ناجي قسم الذيل خلال الأيام الثمانية والأربعين الأولى على الجزيرة. بعد الهبوط في المحيط، بذلت آنا لوسيا قصارى جهدها لمساعدة الجميع. في تلك الليلة، اختطف "الآخرون" (سكان الجزيرة الغامضون) بعض الناجين، ثم بعد بضع ليالٍ، اختُطف تسعة آخرين. خلال الغارة الثانية، قتلت آنا لوسيا أحد "الآخرين" ووجدت قائمة عليه تحتوي على أوصاف الضحايا. بتشككها في أن ناثان (جوش راندال)، أحد الناجين، هو خائن، نقلت الجميع إلى الداخل، وحفرت حفرة وألقت به فيها حتى يعترف. بعد أربع ليالٍ، خدع غودوين (بريت كولين) ناثان وقتله. توجهت المجموعة الصغيرة إلى الداخل أكثر، واكتشفت مخبأً يُعرف باسم "السهم". تسلقت آنا لوسيا وغودوين تلة، حيث أخبرته أنها اكتشفت أنه الخائن الحقيقي. بعد صراع، طعنته بعصا مكسورة، ثم عادت إلى المجموعة وأخبرتهم أنهم بأمان. أحضرت زميلتاها من ناجي قسم الذيل، ليبي (سينثيا واتروس) وسيندي (كيمبرلي جوزيف)، جين (دانيال داي كيم) إليها بعد اكتشافه على الشاطئ. هرب جين، فتبعته آنا لوسيا ووجدت مايكل (هارولد بيرينو) و سوير (جوش هولواي). أُلقي بجين ومايكل وسوير في الحفرة، وتظاهرت آنا لوسيا بأنها أيضًا تم أسرها. بعد أن اقتنعت بأنهم ناجون من الرحلة 815، أطلقت سراحهم، وسافروا إلى معسكر الناجين الآخرين. عند اقترابهم من المعسكر، أخطأت آنا لوسيا في التعرف على شانون (ماجي جريس) واعتقدت أنها من "الآخرين"، فأطلقت عليها النار وقتلتها. تُظهر أحداث حلقة "تصادم" شعورها بالذنب بعد مقتل شانون. قامت بتقييد سعيد (نافين أندروز)، عاشق شانون، ورفضت السماح للمجموعة بالمضي قدمًا. بعد إقناع ليبي لها، وافقت على مضض على السماح لهم بالرحيل. دُعيت إلى المخبأ الذي وجده ناجو جسم الطائرة لاستجواب رجل يدعي أنه هنري غيل (مايكل إيمرسون)، وتمكنت من الحصول على خريطة لموقع تحطم منطاده. أخذت سعيد وتشارلي (دومينيك موناغان) معها، ووجدت في النهاية موقع التحطم وجثة هنري غيل الحقيقي. في الحلقة الثانية التي تركز على شخصيتها، "إثنان للطريق"، حاولت آنا لوسيا التحدث إلى هنري مرة أخرى، لكنه اعتدى عليها وكاد أن يقتلها. سعياً للانتقام، أغرت سوير وسرقت مسدسه. عادت إلى الفتحة وحاولت قتل هنري، لكنها لم تستطع تنفيذ ذلك. اعترفت لمايكل، الذي عرض قتله نيابة عنها.
لكن عندما سلمته المسدس، أطلق عليها النار في القلب وقتلها. دُفنت بجانب ليبي، التي قُتلت أيضًا على يد مايكل. بعد وفاتها، ظهرت آنا لوسيا ثلاث مرات إضافية: في حلم لمستر إيكو (أديوالي أكينوي-أجباجي) في حلقة "؟"، وكرؤية لهيرلي (خورخي غارسيا) في حلقة "الكذبة"، وفي أحداث العالم الموازي في حلقة "ما ماتوا من أجله".

## الشخصية
وصفت ميلاني ماكفارلاند من صحيفة Seattle Post-Intelligencer آنا لوسيا بأنها "متطلبة"، "عدائية"، و"متنمرة". وأشارت إلى أنها "شرطية سابقة متجهمة ومكسورة" ذات "عبوس دائم". وصف ماكفارلاند الشخصية بأنها تتمتع بـ"طبيعة قيادية"، و"عدم القدرة على التراجع عن قراراتها الديكتاتورية". أما آنا جونز من TV Squad التابعة لـ AOL، فقد رأت أن آنا لوسيا "قاسية وتفتقر إلى الحس السليم أو الأدب". بينما اعتبرها سي. كيه. سامبل، أيضًا من TV Squad، بأنها "غاضبة"، "مهووسة بالسلطة"، و"مجنونة تمامًا". وفقًا للمنتج المنفذ ليونارد ديك، "آنا لوسيا هي شخصية لا تريد أن تكون ضحية. لقد كانت ضحية مرة وأقسمت ألا تكون ضحية مرة أخرى". من جانبها، وصفت الممثلة ميشيل رودريغيز الشخصية بأنها "حدسية للغاية"، مضيفةً: "أحب أن الشخصية دائمًا ما تكون واعية ومشككة". كما أنها "ذكية في الشوارع" وتمتلك "صفة التحدث بصراحة عما يدور في ذهنها".

## التطوير

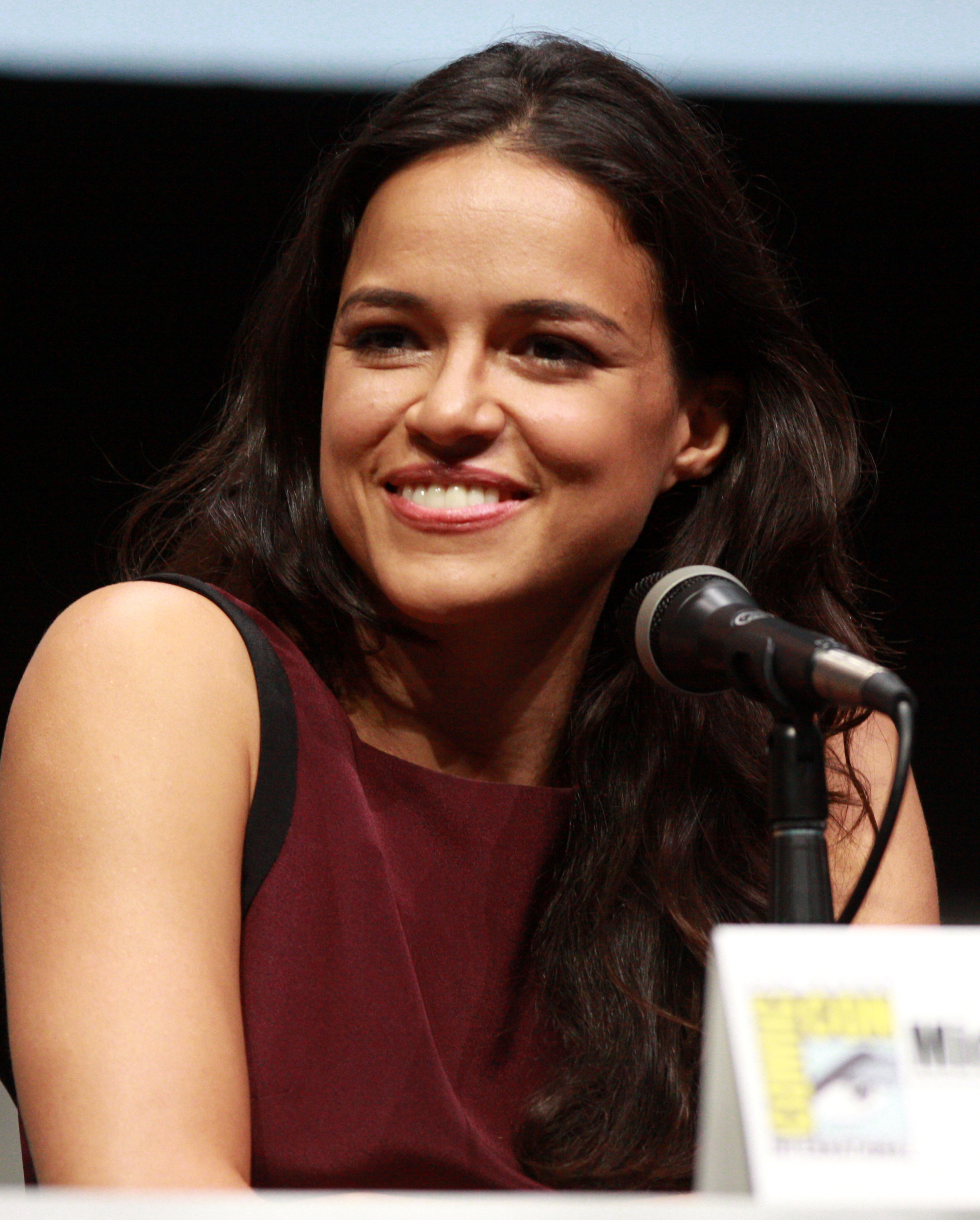
انضمت رودريجيز إلى فريق العمل في نهاية الموسم الأول.

### الإختيار
في فبراير 2005، بدأ منتجو مسلسل لوست البحث عن امرأة لاتينية في منتصف الثلاثينيات من عمرها لتكون قائدة مجموعة ناجي قسم الذيل، وتمثل اهتمامًا رومانسيًا لجاك. اتصل وكيل ميشيل رودريغيز (التي كانت تبلغ 26 عامًا في ذلك الوقت) بالمنتجين، وأخبرهم أن رودريغيز مهتمة بالدور. قالت إنها كانت مهتمة بشكل محتمل بالعمل في التلفزيون، وشعرت أنها كانت تُلقّن في أدوار نسائية قوية، لذا أرادت أن يكون هذا الدور مختلفًا.

### تطوير الشخصية
كان من المخطط أن تبدأ آنا لوسيا كشخصية قوية، لأن هذا ما يتوقعه الجمهور، ثم يتم الكشف عن طبقات الشخصية تدريجيًا. وصفت رودريغيز آنا لوسيا بأنها "مخلوق شبيه بالحيوان... تم ترويضه بواسطة الجزيرة". أعادوا تشكيل الشخصية قليلاً لتناسب ما أعجبهم في رودريغيز، مثل جعلها أكثر ذكاءً وتمتعها بـ"صفة التحدث بصراحة عما يدور في ذهنها". ظهرت آنا لوسيا لأول مرة في الحلقة قبل الأخيرة من الموسم الأول، وذلك لإعداد شخصيتها لتكون جزءًا من طاقم الممثلين في الموسم التالي.
كل ما أُخبرت به رودريغيز عن شخصيتها هو أنها ووالدتها كانتا تعملان في الشرطة. تم تصميم أسلوب قيادة آنا لوسيا ليكون متباينًا مع أسلوب جاك؛ جاك قائد متردد، بينما تأخذ آنا لوسيا زمام المبادرة بسرعة. في ظهورها المبكر، أظهرت آنا لوسيا أنها قوية جدًا، لذا تم استخدام الفلاشباك في حلقة "تصادم"، حيث يتم الكشف عن فقدانها لطفلها، لإظهار جانب أكثر ليونة منها.
صُممت شخصية رودريغيز منذ البداية لتكون "شخصية يُحب أن يكرهها الجمهور"، كما أشار كارلتون كيس في بودكاست نوفمبر 2005. وصف دامون ليندلوف دور الشخصية المتعمد بأنها "شخصية غير مرحب بها في مجتمعنا لفترة من الوقت" نتيجة لوفاة شانون (ماجي جريس) ودمجها في معسكر جسم الطائرة. أشار كيس إلى أن نوايا قوسها الدرامي كانت بمثابة مرآة لقوس سوير (جوش هولواي) في الموسم الأول، حيث قال: "...نحن نخلق توقعات معينة للشخصية، ثم نحب أن نتحدى هذه التوقعات من خلال تقديم معلومات إضافية قد تساعدك على الوصول إلى استنتاج مختلف."
خطط المنتجون لتطوير قصة رومانسية بين شخصيتها وجاك (ماثيو فوكس) كجزء من "مستطيل حب" مع كيت وسوير. كما خططوا لقصة رومانسية مع "الشخص الأقل توقعًا" على الجزيرة قبل ذلك. في مقابلة مع مجلة GQ في فبراير 2006، وصف فوك العلاقة بين جاك وآنا لوسيا بأنها قد تتجه نحو مسار أكثر قتامة، مثل ارتكاب جرائم قتل على غرار فيلم قتلة بالفطرة (1994) أو بوني وكلايد.
حاولوا إعادة صياغة القصة مع جولييت (إليزابيث ميتشل)، على الرغم من أنه بعد حلقة "المرأة الأخرى"، شعر ليندلوف أن العلاقة كانت مصطنعة وقرر إنهاءها أيضًا.

### المغادرة
بعد وفاة الشخصية، ادعى المنتجون دامون ليندلوف وكارلتون كيس أن ميشيل رودريغيز كانت مهتمة فقط بموسم واحد خلال لقائهم الأول معها (إلى جانب المشارك في التأسيس ج. ج. أبرامز) لأنها كانت تمتلك "روحًا متنقلة"، لكنها أرادت تقديم قوس درامي قوي كما وصفت. أعجب المنتجون بطاقتها، وبدورهم، أشاروا إلى موافقتهم على خطة قتل آنا لوسيا بنهاية الموسم. ومع ذلك، ذكرت رودريغيز أنهم أرادوا في الواقع إعطاء القصة "بعض الوقت"، حتى منتصف الموسم الثالث، لكنها كانت "مستعدة للمغادرة". على الرغم من أنها أكدت أيضًا أنها كانت تخطط في البداية للبقاء لموسم واحد فقط.
في وقت لاحق، في بودكاست عام 2020، عدّل ليندلوف هذا الكشف وأشار إلى أن رودريغيز أعربت عن اهتمامها بمواصلة الدور بعد انتهاء عقدها لموسم واحد في منتصف الموسم (بعد توجيه تهم القيادة تحت تأثير الكحول لها)، لكنه أخبرها أنهم كانوا قد خططوا بالفعل لقتل شخصيتها. ومع ذلك، في مقابلة ديسمبر 2006، ذكرت رودريغيز أنها أُخبرت قبل أسبوعين من تصوير الحلقة أن شخصيتها سيتم قتلها. وأشارت إلى مدى صعوبة إخفاء هذا الأمر عن طاقم الممثلين الذين كانوا يناقشون قصصهم للموسم التالي خلال هذين الأسبوعين.
عندما حان وقت قتل آنا لوسيا، ادعى المنتجون أيضًا أن شخصية ليبي قُتلت في نفس الوقت لخلق تأثير عاطفي. حدث هذا وسط شائعات بأن الشخصيات قُتلت لأن الممثلتين المعنيتين قد تم اعتقالهما بتهمة القيادة تحت تأثير الكحول أثناء التصوير في أواهو. نفى المنتجون أن آنا لوسيا قُتلت بسبب سلوك رودريغيز على مجموعة التصوير، قائلين إنه على الرغم من عدم تواصلهم معها، إلا أنهم تلقوا معلومات بأنها كانت محترفة. شعرت رودريغيز بالراحة في المسلسل، لكنها كانت سعيدة بالمغادرة لأنها شعرت أن هذا سيساعدها على النمو شخصيًا وأن تصبح امرأة. كانت لديها مشاعر مختلطة حول مغادرة هاواي، حيث يتم تصوير لوست؛ حيث كانت تعاني من حساسية صعبة، لكنها أحبت المناظر الطبيعية.

## الإستقبال
وصفت ميلاني ماكفارلاند من Seattle Post-Intelligencer آنا لوسيا بأنها "واحدة من أكثر الشخصيات المكروهة بشدة على التلفزيون [في خريف 2005]"، بسبب كونها "عدائية" و"متنمرة". وأضافت أن قتل آنا لوسيا لشانون، "الشخصية الأقل استحقاقًا للتعاطف بين جميع الناجين المعروفين سابقًا"، جعل المشاهدين يكرهون آنا لوسيا أكثر. وجدت ماكفارلاند أن هذا يجعل "خلق شخصيتها، وتوظيف رودريغيز، خطوات عبقرية في الكتابة والاختيار من قبل منتجي لوست ج. ج. أبرامز ودامون ليندلوف"، ووصفتها بأنها "بطلّة مغموسة في الحزن". أما آنا جونز من TV Squad، فقد أعربت عن استيائها من فكرة وفاة آنا لوسيا، معتبرة أن الشخصية كانت مهمة لأنها كانت شخصية "تُحب أن تكرهها"، وأحدثت اضطرابًا في مثلث الحب بين جاك وكيت وسوير، وخلقت صراعات جعلت المسلسل مثيرًا للاهتمام. من جانبها، اعترفت إيمي أماتانجيلو من Zap2it بأنها "استمتعت نوعًا ما بكره آنا لوسيا". وفي مقال لاحق، وصفت وفاة آنا لوسيا بأنها "خطوة عبقرية"، لأن "واحدًا منهم أصبح واحدًا منهم". وأضافت أن "أحدًا لم يعجب بشخصية آنا لوسيا على أي حال"، لكن ذلك لم يمنع اللحظة من أن تكون "واحدة من أكثر اللحظات إثارة للصدمة في الموسم الثاني". أما آلان ستانلي بلير من SyFy Portal، فقد "هتف عندما أُطلق عليها النار". جاءت وفاة آنا لوسيا في المركز الثاني في قائمة IGN لأفضل عشر وفيات في لوست، حيث كان لها "تأثير فوري على المسلسل" مع "نهاية غير متوقعة". على قرص DVD الخاص بالموسم الثاني، قال المنتج المنفذ ليونارد ديك: "أحضرت ميشيل قوة حقيقية وعنصرًا ديناميكيًا للدور". في عام 2006، فازت ميشيل رودريغيز مشاركةً مع طاقم لوست بـ "جائزة نقابة ممثلي الشاشة" عن فئة الأداء المتميز من قبل فريق في مسلسل درامي. كما فازت بجائزة ALMA عن فئة أفضل ممثلة مساعدة في مسلسل تلفزيوني.